# Anaxilao
Anaxilao o Anaxilas (griego antiguo, Ἀναξίλαος o Ἀναξίλας) fue tirano de Regio del 494 a. C. al 476 a. C.
Era hijo de Cretines y de origen mesenio
. Se hizo con el poder en 494 a. C. al mismo tiempo que los samios y otros jonios se establecían en Zancle; Anaxilao no tardó en expulsarlos y rebautizó la ciudad como Mesene, y estableció nuevos colonos. En el 480 a. C., negoció la alianza de los cartagineses con Terilo de Hímera, su suegro, en contra de Terón. La hija de Anaxilao estaba casada con Hierón I de Siracusa.
Murió en el 476 a. C., dejando hijos pequeños bajo la custodia de Micito, que actuó como regente hasta el año 467 a. C.